# Policía predictiva
Policía predictiva o policiamiento predictivo se refiere al uso de técnicas matemático-predictivas y analíticas en la aplicación de la ley para identificar la potencial actividad criminal. Los métodos de policía predictiva se encasillan en cuatro categorías generales: métodos para pronosticar delitos, métodos para pronosticar infractores, métodos para pronosticar las identidades de los delincuentes y métodos para pronosticar víctimas de delitos.

## Metodología
La policía predictiva usa datos acerca del tiempo, ubicaciones y naturaleza de delitos pasados, para proporcionar una visión clara a los estrategas policiales que se preocupan de dónde y cuándo tienen que patrullar o mantener presencia las patrullas policiales, para hacer un uso mejor de recursos o para tener una probabilidad más alta de desbaratar los delitos, evitando así algunos.
La tecnología ha sido descrita en los medios de comunicación como una innovación capaz de "parar el delito antes de que se cometa". Aun así, un informe de la empresa RAND describe su función en términos más modestos:
Los métodos de policía predictiva no son una bola de cristal: pueden no predecir el futuro. Sólo pueden identificar personas y ubicaciones en riesgo potencial de delito... Los enfoques más eficaces de la policía predictiva son elementos de grandes estrategias proactivas que construyen relaciones fuertes entre departamentos policiales y sus comunidades para solucionar problemas de delincuencia.

## Historia
Francia implantó en 1994 el primer programa de análisis predictivo de Europa, denominado Anacrim.
En 2008 el jefe policial William Bratton en el Departamento de Policía de Los Ángeles (LAPD en sus siglas en inglés) empezó trabajar con los directores suplentes de la Agencia de Asistencia de Justicia (BJA) y el Instituto Nacional de Justicia (NJI) para explorar el concepto de policía predictiva en la prevención del delito.
En 2010, investigadores propusieron que era posible pronosticar ciertos delitos de la misma manera que los científicos predicen las réplicas de un terremoto.
En noviembre de 2011, la revista TIME nombró a la policía predictiva como una de las 50 mejores invenciones de 2011. El programa de policía predictiva es actualmente utilizado por los departamentos policiales en varios estados de EE. UU. como California, Washington, Carolina del Sur, Arizona, Tennessee e Illinois. Los programas de policía predictiva también han sido implementados en el Reino Unido, por ejemplo en la Policía del Condado de Kent y también en los Países Bajos.
También en China, la agencia Policial de Suzhou ha adoptado la policía predictiva desde 2013.
En España se han desarrollado y ensayado los sistemas EuroCop Pred-Crime, Predictive Police Patroling y SAEX (Guardia Civil), pero a junio de 2019 ninguno de ellos se había aplicado de modo permanente.

## Eficacia
La eficacia de la policía predictiva fue recientemente probada por el Departamento de Policía de Los Ángeles (LAPD), donde se halló que es el doble de precisa que las prácticas actuales para combatir el delito. En Santa Cruz, California, la implementación de la policía predictiva en un periodo de 6 meses resultó en una caída del 19 por ciento en el número de robos. En Kent, el 8,5 por ciento de todo el delito callejero del condado ocurrió en las ubicaciones pronosticadas por PredPol, superando al 5 por ciento predicho por  analistas policiales.

## Críticas
Una coalición de grupos de derechos civiles, incluida la American Civil Liberties Union y la Electronic Frontier Foundation, emitió una declaración donde se criticaba la tendencia de la policía predictiva a reforzar los estereotipos raciales. Algunas investigaciones recientes también critican las consecuencias de entrenar tales sistemas con conjuntos de datos sesgados.
Saunders, Hunt y Hollywood demuestran que la importancia estadística de las predicciones en la práctica es casi insignificante. En una comparación de los métodos de policía predictiva y sus fallos, Logan Koepke llega a la conclusión de que aún no son el futuro de la actuación policial, sino solamente «el statu quo policial con un nuevo nombre».